# Симнас
Си́мнас (лит. Simnas) — город в Алитусском районе Алитусского уезда Литвы, является административным центром Симнасского староства. Население 1198 человек (2020 год).

## География
Расположен в 23 км от Алитуса и в 128 км от Вильнюса на трассе Р76. Железнодорожная станция на ветке Казлу-Руда — Алитус. Граничит с двумя озёрами — Симнас и Гилуйтис и несколькими прудами.

## История
Впервые упоминается в 1382 году. Права города получил от польского короля Сигизмунда III в 1626 году. При Третьем разделе Польши в XVIII веке отошёл к Российской Империи. Был посёлком Кальварийского уезда Августовской, затем Сувалкской губерний. В 1899 году через город прошла боковая ветка Петербурго-Варшавской железной дороги. Во время Первой мировой войны был оккупирован немецкой армией. До 1917 года носил название Симно. Значительную часть населения составляли евреи.
С 1921 года по 1939 год входил в состав независимой Литвы. В 1940 году был присоединён к СССР и вошёл в состав Литовской ССР.
23 июня 1941 года Симнас был занят немецко-фашистскими войсками. В августе-сентябре 1941 года 574 еврея из числа жителей Симнаса были уничтожены.
После Второй мировой войны Симнас вновь оказался в составе СССР. Повторно права города получил в 1956 году. До 23 января 1959 года был центром Симнасского района.
С 1991 года в составе Литвы. С 1995 года является центром одноимённого староства. 29 июня 1999 года получил герб.
Главная достопримечательность Симнаса — церковь Успения Девы Марии, построенная в 1520 году и с тех пор многократно разрушавшаяся и перестраивавшаяся; в 1812 году в здании церкви находился госпиталь французской армии.

## Население
| жителей | 1622 | 1512 | 1625 | 2313 | 1980 | 1736 |

| Год  | Численность | Численность |
| ---- | ----------- | ----------- |
| 2001 | 1978        | [ 5 ]       |
| 2002 | 1961        | [ 5 ]       |
| 2003 | 1939        | [ 5 ]       |
| 2004 | 1916        | [ 5 ]       |
| 2005 | 1889        | [ 5 ]       |
| 2006 | 1845        | [ 5 ]       |
| 2007 | 1808        | [ 5 ]       |
| 2008 | 1744        | [ 5 ]       |
| 2009 | 1701        | [ 5 ]       |
| 2010 | 1607        | [ 5 ]       |
| 2011 | 1517        | [ 5 ]       |
| 2012 | 1496        | [ 5 ]       |
| 2013 | 1435        | [ 5 ]       |
| 2014 | 1419        | [ 5 ]       |
| 2015 | 1427        | [ 5 ]       |
| 2016 | 1417        | [ 5 ]       |
| 2017 | 1377        | [ 6 ]       |
| 2018 | 1295        | [ 5 ]       |
| 2019 | 1252        | [ 5 ]       |
| 2020 | 1199        | [ 5 ]       |
| 2021 | 1247        | [ 5 ]       |
| 2022 | 1209        | [ 5 ]       |
| 2023 | 1192        | [ 5 ]       |

## Достопримечательности

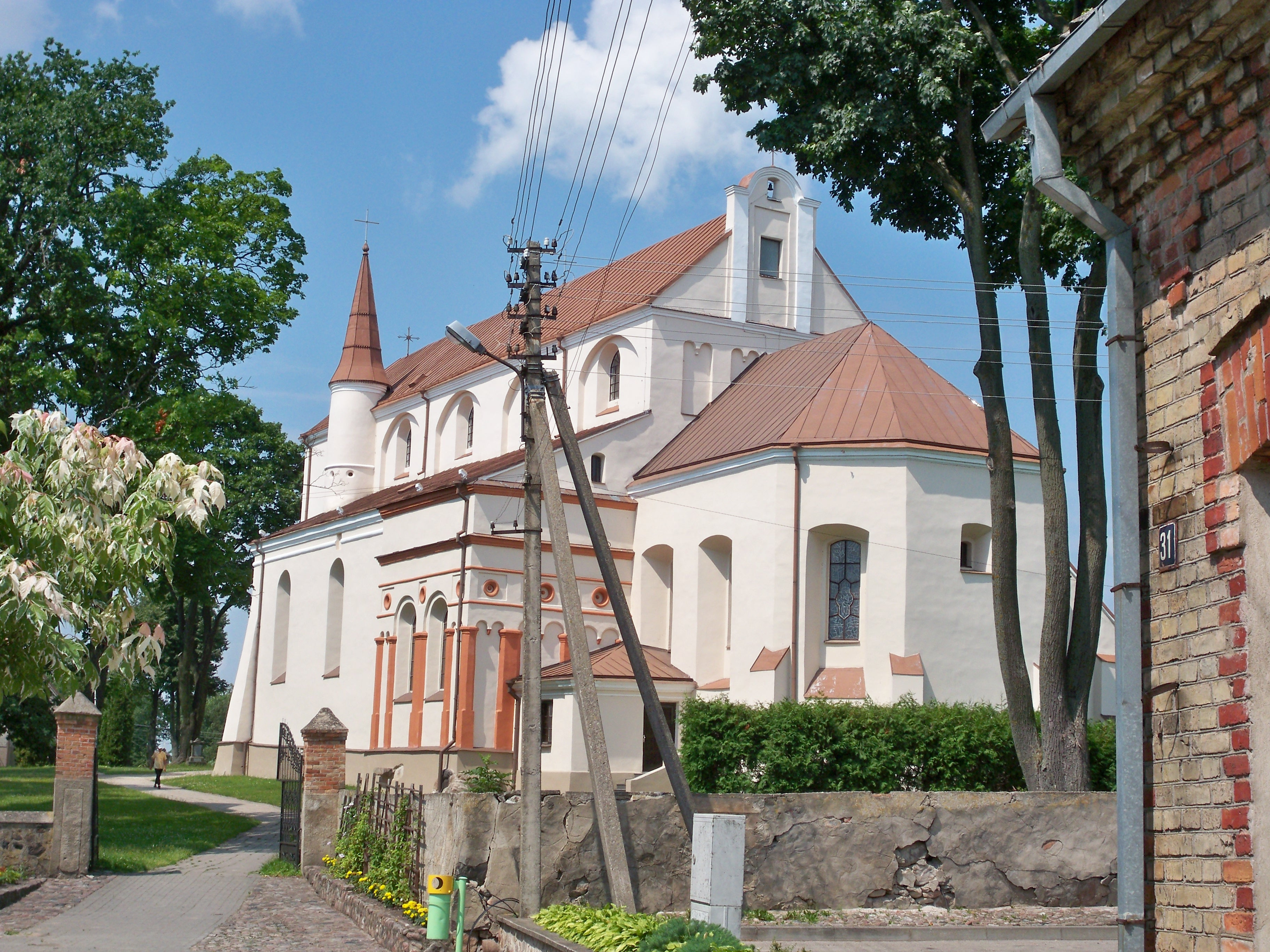
Костёл Успения Девы Марии

- Костёл Успения Девы Марии — единственный в Литве костёл базилианского плана эпохи Возрождения[7] (1520 года).